# Lisa Bonet
Lisa Michelle Bonet (San Francisco, 16 novembre 1967) è un'attrice statunitense.
È nota per aver preso parte al telefilm I Robinson con Bill Cosby e a numerosi film, tra cui Angel Heart - Ascensore per l'inferno (1987) di Alan Parker e Nemico pubblico (1998) di Tony Scott.

## Biografia
Lisa Michelle Bonet nasce a San Francisco da madre ebrea e padre cantante d'opera afroamericano; la sua fu un'infanzia difficile per via della separazione dei genitori. Fin da bambina inizia a partecipare a concorsi di bellezza e a prendere parte a pubblicità televisive. Diventa famosa all'età di 16 anni, interpretando a partire dal 1984 la parte della figlia Denise nella sitcom The Cosby Show, trasmessa in Italia con il titolo I Robinson.
Nel 1987 lascia brevemente la serie per interpretarne lo spin-off Denise (in originale A Different World, conosciuto in Italia anche come Tutti al college), che si focalizzava sulla vita al college di Denise Robinson. Lo stesso anno la Bonet accetta il ruolo di Epiphany Proudfoot per il film di Alan Parker Angel Heart - Ascensore per l'inferno. Nel film è protagonista di una scena di sesso esplicito che viene parzialmente tagliata dal montaggio finale. Dopo l'annuncio della sua gravidanza, avvenuto durante la messa in onda di Denise, lascia la serie. L'anno successivo rientra nel cast de I Robinson, da cui sarà tuttavia licenziata nel 1991 per "divergenze artistiche".
Dopo I Robinson la Bonet accetta di prendere parte a numerosi film TV e direct-to-video a basso costo. Nel 1998 ha una parte in Nemico pubblico al fianco di Will Smith; nel 2000 viene scritturata nel film Alta fedeltà. Nel 2003 ottiene il ruolo di Queenie per il film Biker Boyz, dove torna a recitare al fianco di Kadeem Hardison, già suo partner in Denise. Nell'agosto 2006 compare al fianco degli altri membri del cast originale in una speciale reunion di Denise, organizzata dal canale satellitare Nick at Nite in occasione di una nuova messa in onda della serie. La Bonet riemerge due anni dopo prendendo parte all'acclamata serie della ABC Life on Mars.

## Vita privata
È stata sposata con il musicista Lenny Kravitz dal 1987 al 1993. I due hanno avuto una figlia, Zoë. All'epoca in cui si conobbero Kravitz non era famoso e suonava con lo pseudonimo Romeo Blue. Lisa lo aiutò ad incidere il suo primo album, Let Love Rule, nel quale ha collaborato anche alla stesura di alcuni testi, e lo ha diretto nel videoclip della canzone omonima.
Nel 1992 l'attrice ha legalmente cambiato il suo nome in Lilakoi Moon, pur mantenendo il nome Lisa Bonet per i suoi impegni professionali. Nel 2005 si lega all'attore Jason Momoa, dal quale ha avuto due figli: Lola Iolani Momoa, nata il 23 luglio 2007, e Nakoa-Wolf Manakauapo Namakaeha Momoa, nato il 15 dicembre 2008. I due si sono sposati nel 2017. Nel gennaio 2022 hanno annunciato sui social la separazione dopo circa 16 anni insieme.

## Filmografia

### Cinema
- Angel Heart - Ascensore per l'inferno (Angel Heart), regia di Alan Parker (1987)
- Bank Robber, regia di Nick Mead (1993)
- Combinazione finale (Dead Connection), regia di Nigel Dick (1994)
- Nemico pubblico (Enemy of the State), regia di Tony Scott (1998)
- Alta fedeltà (High Fidelity), regia di Stephen Frears (2000)
- Biker Boyz, regia di Reggie Rock Bythewood (2003)
- Whitepaddy, regia di Geretta Geretta (2006)
- Road to Paloma, regia di Jason Momoa (2014)

### Televisione
- A cuore aperto (St. Elsewhere) – serie TV, episodio 2x07 (1983)
- Un salto nel buio (Tales from the Darkside) – serie TV, episodio 2x06 (1985)
- ABC Afterschool Specials – serie TV, episodio 14x03 (1985)
- I Robinson (The Cosby Show) – serie TV, 119 episodi (1984-1992)
- Tutti al college (A Different World) – serie TV, 23 episodi (1987)
- Anno 2237: prigionieri dell'Eden (New Eden), regia di Alan Metzger - Film Tv (1994)
- The Lathe of Heaven, regia di Philip Haas - Film TV (2002)
- Life on Mars – serie TV, 5 episodi (2008-2009)
- Drunk History – serie TV, episodi 1x05-2x01 (2014)
- New Girl – serie TV, puntata 4x08 (2014)
- The Red Road – serie TV, 7 episodi (2014-2015)
- Girls – serie TV, episodi 5x08-5x09 (2016)
- Ray Donovan – serie TV, 7 episodi (2016)

## Doppiatrici italiane
Nelle versioni in italiano delle opere in cui ha recitato, Lisa Bonet è stata doppiata da:
- Silvia Tognoloni ne I Robinson
- Giuppy Izzo in Angel Heart - Ascensore per l'inferno
- Claudia Catani in Nemico pubblico
- Laura Latini in Alta fedeltà
- Laura Romano in Byker Boyz
- Tatiana Dessi in Road to Paloma
- Laura Facchin in Ray Donovan